# Chiesa di San Bartolomeo degli Armeni
La chiesa di San Bartolomeo degli Armeni è un edificio religioso del quartiere Castelletto di Genova in piazza San Bartolomeo degli Armeni.

## Storia e descrizione

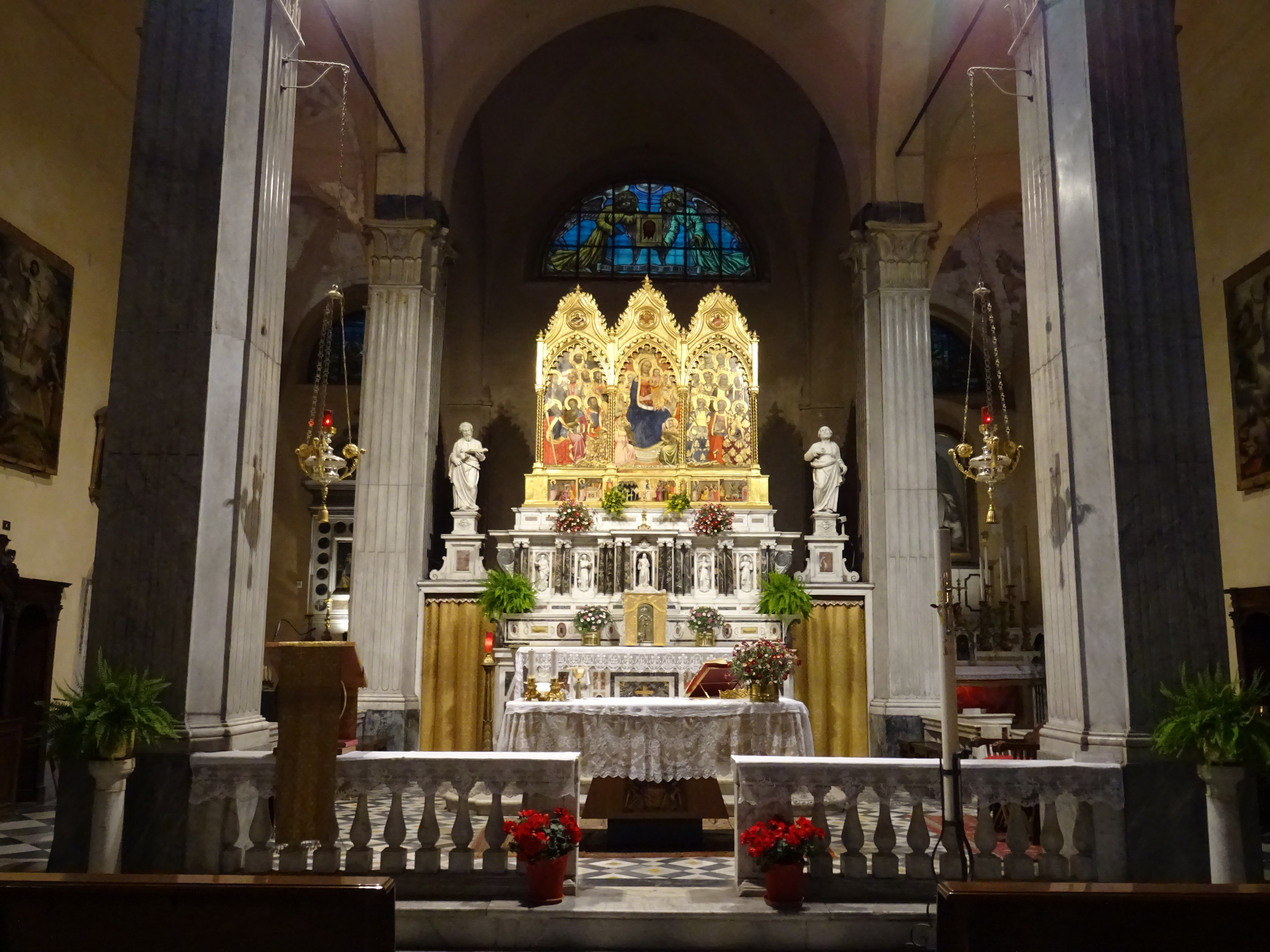
L'altare maggiore

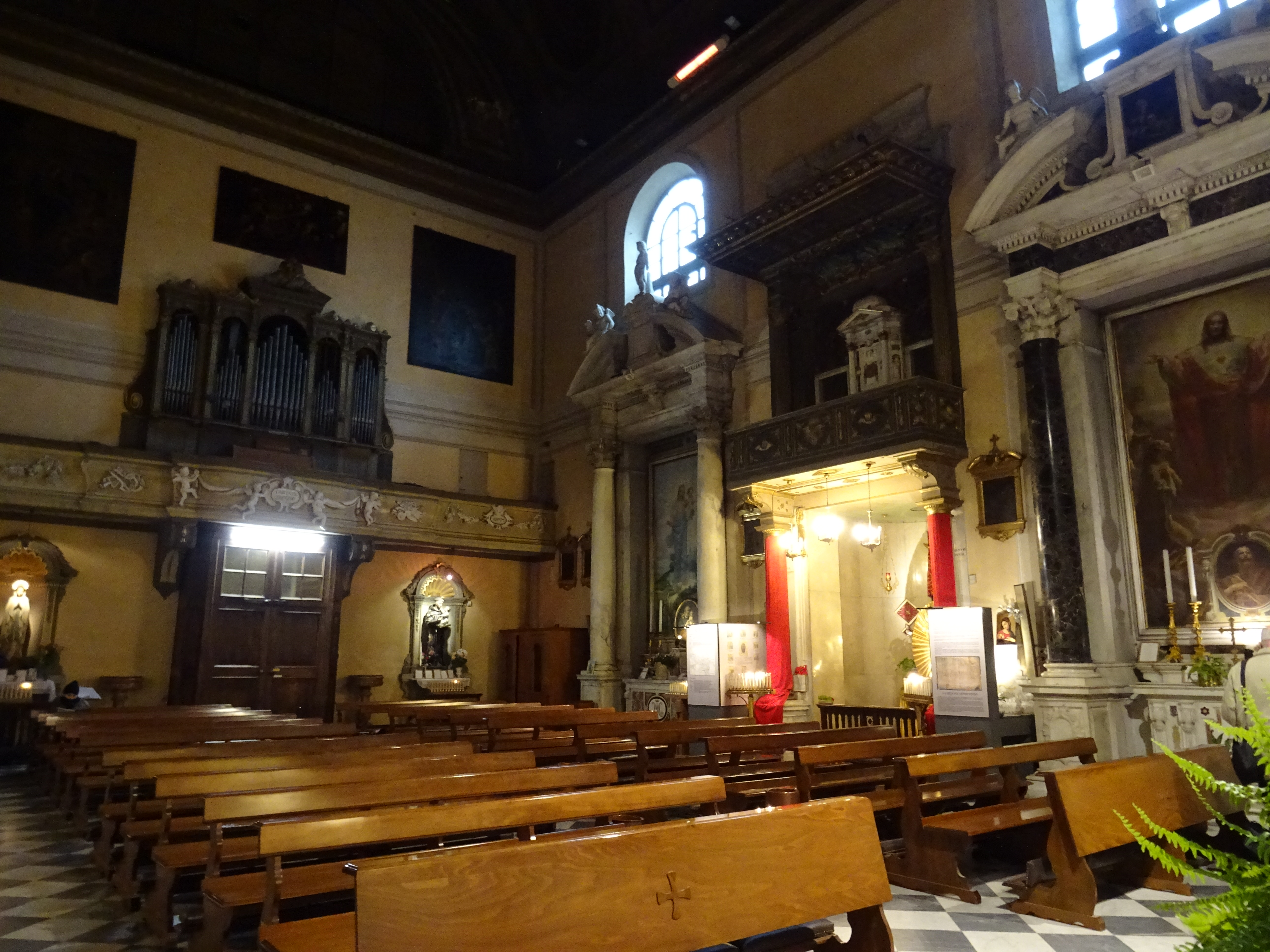
L'aula e la controfacciata

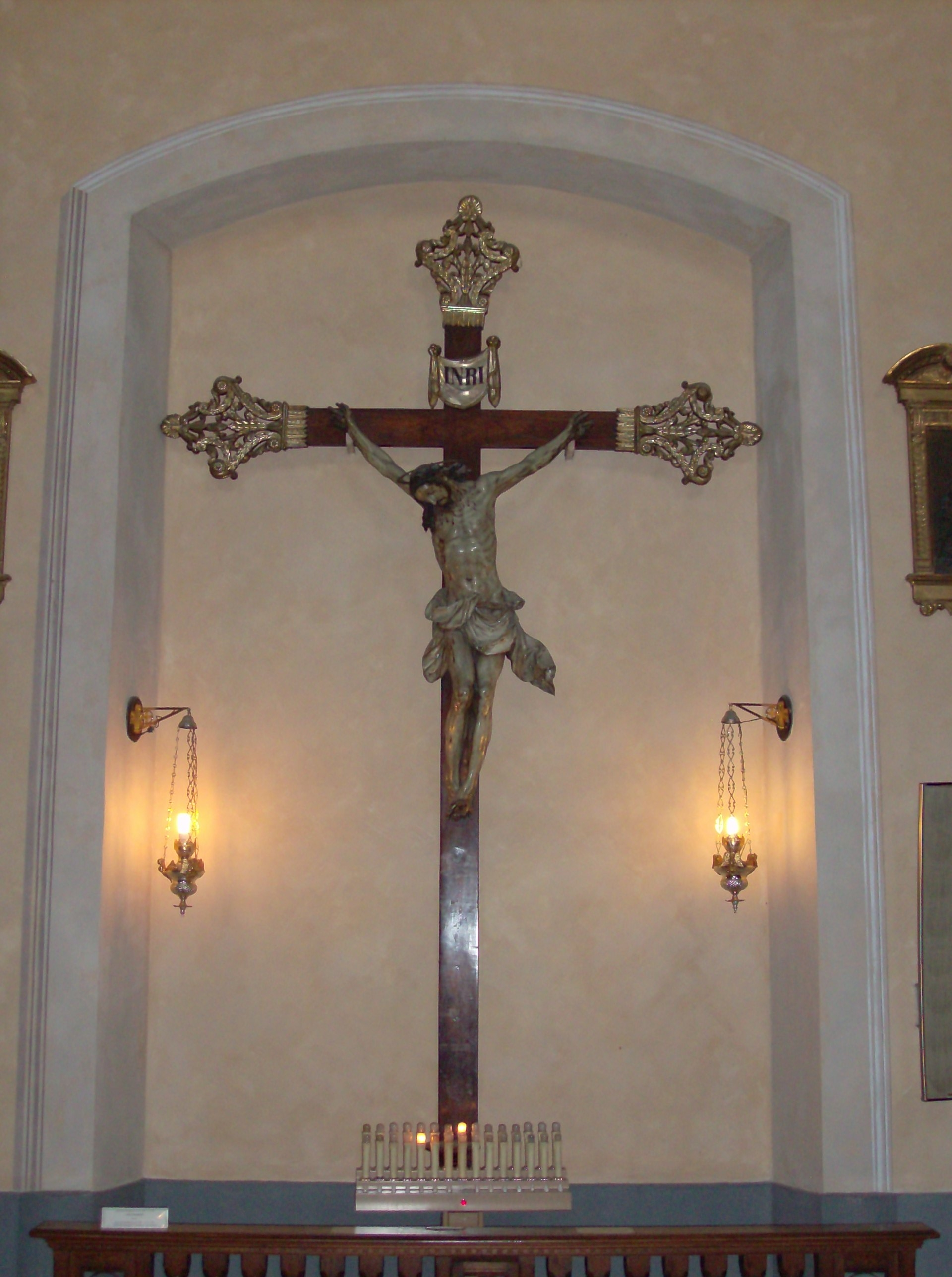
Crocifisso di Anton Maria Maragliano

La chiesa fu fondata nel 1308 da alcuni monaci basiliani provenienti dalla Montagna Nera (Armenia meridionale), invasa dai Turchi. Dell'edificio originario, probabilmente a pianta centrale, è rimasta la parte absidale, con la cupola e la cappella sinistra della testata; quella di destra, dedicata a san Pantaleo, fu distrutta nel 1883, quando fu costruito un edificio di civile abitazione che chiude la chiesa da due lati (facciata e fianco destro) nascondendone le strutture esterne, delle quali emerge soltanto il campanile.
Il tempio venne notevolmente trasformato nel 1595, quando fu allungato, aggiungendo all'abside un'ampia navata unica, che risulta molto più alta della costruzione primitiva; passato nel 1650 ai barnabiti, che la officiano tuttora, fu nuovamente ristrutturato nel 1775.
La storia della chiesa è strettamente legata alle vicende della reliquia del "Santo Volto di Edessa" o Mandylion: un lino dipinto a tempera raffigurante il Cristo, che il doge di Genova Leonardo Montaldo ricevette dall'imperatore di Costantinopoli e donò ai monaci dl San Bartolomeo nel 1388. Inserito in una preziosa cornice in filigrana d'oro e d'argento - capolavoro dell'oreficeria bizantina - viene esposto durante la settimana successiva alla domenica di Pentecoste. Il lino è chiamato “santo mandillo” a Genova, ma la sua originalità è ancora fonte di discussione tra gli studiosi.
Ricco il corredo decorativo, in gran parte legato alla sacra reliquia. Tra gli affreschi: Gesù consegna ad Anania le sue impronte, di Giovanni Battista Paggi (XVI secolo) sulla volta del vestibolo; Storie del Santo Sudario di Orazio De Ferrari, G.B. Paggi e Giulio Benso nella controfacciata e sulla parete laterale destra; notevolissimo, sulla volta, il Martirio di San Bartolomeo di Lazzaro Tavarone (1596).
Tra i quadri spiccano un'Annunciazione di G.B. Paggi, il Miracolo del cieco di Gerico di Orazio De Ferrari e il ritratto del Beato Alessandro Sauli di Giacomo Boni (1745). Sull'altare maggiore, il trittico di Turino Vanni (1415) con Madonna e santi e Storie di san Bartolomeo nella predella; alle pareti del presbiterio, Resurrezione (1559) e Ascensione (1561), tavole di Luca Cambiaso, e Angeli di Domenico Piola. Da segnalare ancora due crocifissi, quello ligneo di Anton Maria Maragliano e il grande Crocifisso ligneo barocco dell'abside attribuito a Giovanni Battista Bissoni.
Alla chiesa primitiva appartengono gli affreschi quattrocenteschi posti nel vestibolo della sagrestia, con Storie della Passione, Crocifissione, Evangelisti e Dottori della Chiesa.
Nella chiesa inoltre è custodita la reliquia del piede di san Bartolomeo.